# Langues en Angola
Le portugais est la langue officielle de l'Angola et selon le recensement du pays de 2014 il est parlé dans les foyers par 78 % des Angolais, soit 17 millions de personnes (91 % en ville et 53 % en campagne). Selon une étude de l'Institut National de la Statistique de l'Angola datant de 2012, 39 % des Angolais ont pour langue maternelle le portugais. Mais le pays compte également 33 langues locales dont six majeures ayant le statut de langues nationales : le kikongo, le kimbundu, le tchokwé, l'umbundu, le nganguela et le kuanyama.
Le recensement de 2014 montre que les langues nationales sont en voie de disparition progressive, étant de moins en moins transmises aux jeunes générations, la tendance étant à l'utilisation du portugais dans les foyers angolais. Il reste tout de même encore 9 millions d'Angolais âgés de 2 ans ou plus parlant plus d'une langue à la maison, soit 38 % de la population.
Le pays est un quadrilatère situé entre l’Afrique centrale francophone et l’Afrique australe anglophone. Il est le deuxième pays lusophone par son étendue et le troisième par sa population. Cette ancienne colonie portugaise est membre de la communauté des pays de langue portugaise. Les frontières actuelles résultent de la colonisation européenne.
Le taux d'alphabétisation chez les personnes âgées de 15 ans et plus en 2015 y est estimé par l'UNESCO à 71 %, dont 82 % chez les hommes et 61 % chez les femmes.

## La langue officielle, le portugais
L'adoption de la langue de l'ancien colonisateur comme langue officielle fit partie d'un processus commun à une majorité de pays africains. Notons en Angola le fait peu courant qu'une partie de la population n'a comme unique langue que celle héritée du Portugal.
Les raisons à cela sont nombreuses. La principale est l'implantation par le régime colonial portugais d'une politique d'assimilation qui visait à adopter les rites et coutumes portugais, considérées comme civilisés. De plus, un grand nombre de colons se sont dispersés à travers le pays au cours des déploiements militaires successifs.
L'adoption de la langue portugaise a permis la propagation de l'émancipation. Principalement à partir du milieu du XXe siècle, cette langue a facilité la communication entre les différentes ethnies. La guerre coloniale a été une période fondamentale de l'expansion de l'idée de conscience nationale angolaise. D'instrument de domination et de clivage entre colons et colonisés, le portugais acquit un caractère unificateur entre les peuples angolais. 
Avec l'indépendance en 1975 et l'intensification de la guerre civile dans les années qui suivirent, il y a eu aussi une expansion en raison de la fuite des populations rurales vers les villes, et en particulier vers la capitale, Luanda. Le déracinement culturel a forcé ces populations à adopter rapidement le portugais. 
L'État a renforcé la présence du portugais, utilisé dans l'armée, le système administratif, le système scolaire, les moyens de communication, etc.
Officiellement, le gouvernement déclare défendre les langues nationales, mais dans la pratique il tend à valoriser tout ce qui favorise l'unification au détriment des dialectes régionaux et ethniques. 
Les langues nationales restent les langues maternelles de la majorité de la population, mais le portugais est la première langue pour 39 % de la population angolaise, - proportion qui est bien supérieure à Luanda. 60 % des Angolais affirment l'utiliser comme première ou seconde langue. Le dernier recensement datant de 1970, ces chiffres sont des estimations qui font polémique.
Les résultats du recensement national de 2014 portant sur les langues parlées à la maison ont été publiés en mars 2016.
Langue officielle et de l'enseignement, le portugais est en permanente mutation. Les interférences linguistiques avec les langues nationales génèrent l'apparition de nouveaux mots et de nouvelles expressions découlant du génie inventif populaire. 
La langue littéraire est quasi exclusivement le portugais même si quelques œuvres en kimbundu et umbundu existent.

## Les langues nationales
La grande majorité des Angolais (près de 82 %) est d'origine bantoue.
Le principal groupe ethnique bantou est celui des Ovimbundos qui se concentrent dans centre sud de l'Angola et s'exprime traditionnellement en umbundu, la langue qui compte le plus de locuteurs en Angola.
À côté, les Ambundos, parlant le kimbundu, seconde langue nationale en nombre de locuteurs, principalement dans la zone centre-nord, dans l'axe Luanda-Malanje et dans le Cuanza Sud. Le kimbundu est une langue importante car c'est la langue de la capitale et de l'ancien royaume de Ndongo. Il a été diffusé au Brésil par les esclaves originaires de cette région et on le retrouve (objets rituels, paroles cérémonielles, chants...) dans les candomblés (religions afro-brésiliennes) de rite angolais, et jusque dans le limbalú, cérémonie funéraire pratiquée au Nord de la Colombie. Il a laissé de nombreux mots dans la langue portugaise et a assimilé de nombreux vocables de cette dernière. 
Dans le nord (provinces de Uíge et de Zaire) se concentrent les Bakongos, de langue kikongo, qui comprend plusieurs dialectes. C'était la langue de l'ancien royaume du Kongo.
Les Tchokwes occupent l'est, depuis la Lunda nord jusqu'au Moxico, et parlent le tchokwe. 
Le kwanyama ou oxikuanyama, le nyaneka et le mbunda sont d'autres langues d'origine bantoue parlées en Angola. 
Le sud de l'Angola est aussi habité par les Bochimans, peuple non bantou qui parle des langues khoïsanes.
Enfin, près de 20 % de la population actuelle est blanche ou métisse, majoritairement d'origine portugaise. C'est une population présente surtout dans les villes et qui a pour langue maternelle le portugais. Mentionnons l'existence d'un grand nombre de personnes parlant le français et le lingala, du fait des migrations générées par la lutte pour la libération et les affinités avec les voisins venant de la République du Congo et de la République Démocratique du Congo.

## Promotion des langues nationales
Durant la période coloniale, l'usage des langues nationales était circonscrit à l'enseignement du catholicisme. Par conséquent, la langue portugaise n'a pas réussi à s'implanter dans tout le territoire. Les zones rurales ont conservé intactes leurs idiomes. 
Avec l'indépendance, ces langues acquirent un statut de langues nationales à pied d'égalité avec le portugais. 
En vue de valoriser et de promouvoir ces langues locales, l'Institut des Langues Nationales a fixé les orthographes de 6 langues en étudiant leurs aspects phonétiques, morphosynthaxiques, phonologiques, lexicaux et sémantiques. Les résultats de ce travail d'investigation servirent de base à l'élaboration de matériel didactique pour la future introduction de ces langues à l'école primaire en parallèle du portugais.
Dans les médias les langues africaines sont aussi utilisées, par exemple à la radio Ngola Yetu (Notre Angola, en kimbundu) qui émet quotidiennement programmes et nouvelles en 7 langues nationales.

## Enseignement
Jusqu'en 2005, les écoles n’ont enseigné qu’en portugais angolais (en), aussi appelé "portugais familier", quel que soit le niveau (primaire, secondaire, université), mais depuis 2005 a cours une introduction des six langues nationales dans l'enseignement primaire, en parallèle avec le portugais.
À l’université, on enseigne en portugais, mais aussi en anglais et en français.

## Recensement de 2014
| Langue                       | %        | Nombre     |
| ---------------------------- | -------- | ---------- |
| Portugais                    | 71,15 %  | 16 890 741 |
| Umbundu                      | 22,96 %  | 5 449 819  |
| Kikongo / Ukongo             | 8,24 %   | 1 956 191  |
| Kimbundu                     | 7,82 %   | 1 855 951  |
| Tchokwé / Kioko              | 6,54 %   | 1 553 019  |
| Nyaneka                      | 3,42 %   | 812 357    |
| Ngangela                     | 3,11 %   | 739 070    |
| Fiote                        | 2,39 %   | 568 296    |
| Kuanyama                     | 2,26 %   | 537 533    |
| Muhumbi                      | 2,12 %   | 502 881    |
| Luvale                       | 1,04 %   | 248 002    |
| Autres langues nationales    | 3,60 %   | 854 045    |
| Sourds / muets               | 0,50 %   | 119 357    |
| Total (sans doubles comptes) | 100,00 % | 23 739 971 |

### Multilinguisme
En 2014, le pourcentage d'Angolais parlant habituellement plus d'une langue à la maison est de 38 % (37 % en ville et 40 % en campagne).

### Portugais
En 2014, le portugais est habituellement parlé à la maison par 78 % des Angolais (91 % en ville et 53 % en campagne). En ville, il atteint même un pic de 95 % chez les jeunes de 15 à 19 ans.

### Umbundu
En 2014, l'umbundu est habituellement parlé à la maison par 23 % des Angolais (17 % en ville et 34 % en campagne).

### Kikongo / Ukongo
En 2014, le kikongo/ ukongo est habituellement parlé à la maison par 8,24 % des Angolais (7,86 % en ville et 8,89 % en campagne).

### Kimbundu
En 2014, le kimbundu est habituellement parlé à la maison par 7,82 % des Angolais (6,77 % en ville et 9,60 % en campagne).

### Tchokwé / Kioko
En 2014, le tchokwé / kioko est habituellement parlé à la maison par 6,54 % des Angolais (6,72 % en ville et 6,24 % en campagne).

### Nyaneka
En 2014, le nyaneka est habituellement parlé à la maison par 3,42 % des Angolais (1,22 % en ville et 7,19 % en campagne).

## Lingala
Le lingala est présent en Angola depuis les années 1970 avec près de 100 000 locuteurs.
En Angola, le lingala reste présent dans la partie nord du pays et aussi dans l'enclave de Cabinda où il cohabite avec d'autres langues africaines, notamment le kikongo, et le portugais.
Il y a toujours d'anciens réfugiés Angolais en République démocratique du Congo qui reviennent en Angola, avec souvent des enfants, ou des jeunes, qui ne connaissent pas du tout ce pays, et ils parlent le plus souvent le Lingala. D'ici à 2050, les locuteurs du Lingala en Angola pourraient représenter 5 250 000 locuteurs, au moins. 

## Français
À la suite des phénomènes de migrations forcées par les guerres civiles et des répressions coloniales, l'Angola abrite un grand nombre de locuteurs francophones ; la République démocratique du Congo et la République du Congo sont les pays principaux d’où proviennent les Angolais francophones au lendemain des guerres qu’a connu ce pays. Ainsi, à Uíge, qui se trouve dans une province ‘quasi-francophone’ limitrophe de la République démocratique du Congo, la langue d’enseignement qu'est le portugais n’est ni la langue maternelle, ni la langue préférée de la plupart des étudiants.
Ainsi, la communauté francophone, après la lusophone, constitue la plus forte représentation linguistique des langues européennes en Angola.
Aujourd’hui, le français est la deuxième langue étrangère apprise à l’école à côté de l’anglais.
À l’époque coloniale, tous les enfants devaient apprendre le français comme deuxième langue au lycée ; aujourd’hui, cet enseignement tend à être remplacé par l’anglais, et ce d’autant plus que le français n’a pas bonne réputation en Angola car il est associé à la « langue du Zaïre » (actuelle République démocratique du Congo) du temps du maréchal-président de Mobutu (très détesté dans le pays) ; la langue française a ainsi perdu son prestige et son rayonnement de l’époque coloniale, étant désormais vue comme langue de la rébellion, de la barbarie et des meurtres.
Le long de la frontière avec la République démocratique du Congo, pays francophone, le français reste plus important que l'anglais, et dans l'enclave de Cabinda une large part des habitants parle français : 90 % des alphabétisés parlent ainsi français contre 10 % portugais. D’ailleurs, il existe des tendances « pro-francophones », pour ne pas dire « pro-françaises » au sein des groupes indépendantistes, qui souhaiteraient bien rendre le français langue officielle dans l’éventualité où le Cabinda accéderait à l’indépendance. La France a des intérêts financiers importants au Cabinda dans l'exploitation du pétrole.
Le nombre de personnes apprenant le français comme langue étrangère a progressé de 42 % entre 2010 et 2014. Les effectifs dans l'enseignement secondaire concernant les établissements nationaux pour l’année scolaire 2010-2011 sont de 180 000 apprenants.
Malgré cela, en 2016, l'Angola ne fait pas partie de l'Organisation internationale de la francophonie.
Le pays compte une institution ayant le statut de membre associé de l’Agence universitaire de la Francophonie : l'Université Agostinho Neto située dans la capitale Luanda. Depuis 2000, la langue Française est en rude concurrence avec le Chinois Mandarin, en Angola : les liens avec la Chine populaire sont de plus en plus importants, et déjà, plus de 200 000 Chinois vivent en Angola.

## Anglais
L'anglais est enseigné comme langue étrangère dans le secondaire.
Il est globalement plus demandé que le français dans les situations scolaires et professionnelles, bien que le français soit plus important à la frontière avec la RDC. De nombreux Angolais travaillent en Afrique du sud, et les liens avec ce pays se développent depuis la fin de l'Apartheid, en 1991. L'Anglais est beaucoup plus parlé que le Français en Angola, ou au moins, en 2018, 400 000 Angolais qui maîtriseraient cette langue.   

## Espagnol
Il existe une minorité d'environ 2 000 locuteurs d'espagnol dans la ville de Luena liée à la présence de l'armée cubaine lors de la guerre de la frontière sud-africaine de la fin du 20e siècle.

## Sur Internet
|  | 74 |

|  | 19 |

|  | 2 |

|  | 2 |

|  | 1 |

|  | 85 |

|  | 15 |

| # | Langue                |
| - | --------------------- |
| 1 | Portugais du Portugal |
| 2 | Kikongo               |